# Tres
Tres este o comună din provincia Trento, regiunea Trentino-Alto Adige, Italia, cu o populație de 716 locuitori și o suprafață de 14.61 km².